# Eragrostis kingesii
Eragrostis kingesii är en gräsart som beskrevs av De Winter. Eragrostis kingesii ingår i släktet kärleksgrässläktet, och familjen gräs.
Artens utbredningsområde är Namibia. Inga underarter finns listade i Catalogue of Life.